# Креаццо
Креаццо (итал. Creazzo) — коммуна в Италии, располагается в провинции Виченца области Венеция.
Население составляет 10 843 человека (на 2004 г.), плотность населения составляет 1009 чел./км². Занимает площадь 10 км². Почтовый индекс — 36051. Телефонный код — 0444.
Покровителями коммуны почитаются Пресвятая Богородица (Madonna di Monte Berico), празднование 8 сентября, а также святой апостол Марк, святитель Николай, Мирликийский Чудотворец, и святой Ульдерик.